# Родригес, Эстелита
Эстели́та Родри́гес (англ. Estelita Rodriguez; 2 июля 1928, Гуанахай, Гавана, Куба — 12 марта 1966, Ван-Найс, Калифорния, США) — американская актриса.

## Биография
Эстелита Родригес снималась в кино на протяжении 1945—1966 годов (до момента смерти), сыграла около 30-ти ролей в фильмах и сериалах.
Родригес иммигрировала в США из Кубы. Актриса четыре раза была замужем, в первом браке с Чу-Чу Мартинесем она родила своего единственного ребёнка (примерно в конце 1940-х—начале 1950-х годов). С 1953 по 1955 год была замужем за актёром Грантом Уитерсом.
Ушла из жизни 12 марта 1966 года. Причина смерти — грипп. Ей было 37 лет.